# Liste des attentats islamistes meurtriers en Turquie
Pour un article plus général, voir Liste des attentats islamistes meurtriers en Europe.
 (juin 2025).
Si vous disposez d'ouvrages ou d'articles de référence ou si vous connaissez des sites web de qualité traitant du thème abordé ici, merci de compléter l'article en donnant les références utiles à sa vérifiabilité et en les liant à la section « Notes et références ».
Cette page recense la liste des attentats islamistes qui ont eu lieu en Turquie et qui ont fait au moins 1 mort.

## Années 2010-2019
- L'attentat du 10 octobre 2015 à Ankara est le plus meurtrier de toute l'histoire du terrorisme en Turquie (102 victimes)

| Date             | Ville     | Lieu(x)                     | Nombre de morts | Organisation terroriste | Victimes                                            | Source                                       |  |
| ---------------- | --------- | --------------------------- | --------------- | ----------------------- | --------------------------------------------------- | -------------------------------------------- |  |
| 20 juillet 2015  | Suruç     |                             | 33              | État islamique          | - Des étudiants                                     | Attentat du 20 juillet 2015 à Suruç          |  |
| 10 octobre 2015  | Ankara    | Gare d'Ankara               | 102             | État islamique          | Attentat de 2015 à Ankara - Des civils - Des Kurdes | Attentat de 2015 à Ankara                    |  |
| 12 janvier 2016  | Istanbul  |                             | 13              | État islamique          | - 12 allemands - 1 péruvien                         | Attentat de janvier 2016 à Istanbul          |  |
| 19 mars 2016     | Istanbul  | Avenue İstiklal             | 4               | État islamique          |                                                     | Attentat de mars 2016 à Istanbul             |  |
| 1er mai 2016     | Gaziantep |                             | 2               | État islamique          | - 2 policiers                                       | .                                            |  |
| 28 juin 2016     | Istanbul  | Aéroport Atatürk d'Istanbul | 45              | État islamique          |                                                     | Attentat de l'aéroport Atatürk d'Istanbul    |  |
| 20 août 2016     | Gaziantep | (Mariage Kurdes)            | 57              | État islamique          |                                                     | Attentat du 20 août 2016 à Gaziantep         |  |
| 1er janvier 2017 | Istanbul  | Une discothèque             | 39              | État islamique          |                                                     | Attentat du 1er janvier 2017 à Istanbul      |  |
| 28 janvier 2024  | Istanbul  | Église Santa Maria          | 1               | État islamique          |                                                     | Fusillade de l'église Santa Maria d'Istanbul |  |
| Total            | Total     | Total                       | 296             |                         |                                                     |                                              |  |